# Ana Gorría
Ana Gorría (Barcelona, 1979) es una poeta española en lengua castellana, licenciada en Filología Hispánica por la Universidad Complutense de Madrid. Su obra se encuentra presente en diversas antologías nacionales e internacionales. Ha ejercido la crítica literaria en  espacios generalistas como La tormenta en un vaso, en la revista 7 de 7 o en el diario Público. Además, sus textos aparecen en diversas revistas de especialidad como Sesión no numerada, Ínsula o Quimera, entre otras. Su obra aparece en diversos recuentos y antologías de la poesía reciente. Ha realizado diversas traducciones del francés, del inglés y del catalán.

## Recepción crítica
La autora y sus libros de poesía han merecido la atención de la crítica especializada. José Luis Gómez Toré reseñó Clepsidra en la revista Literaturas.com y subrayó la transparencia y la capacidad de sugerencia y de crear símbolos de la autora. Carlos Huerga relaciona la poética de Gorría con la de Antonio Gamoneda. Jorge de Arco destacó su último libro como una profunda reflexión en torno al poder de la palabra y a las posibilidades que propicia el conocimiento creativo de la misma. Y, finalmente, Pablo Jauralde reseñó El presente desnudo en su bitácora personal Han ganado los malos y destacó su  tono esencialista y su precisión métrica,

## Obra poética
- Clepsidra. Plurabelle, 2004.  (enlace roto disponible en Internet Archive; véase el historial, la primera versión y la última).
- Araña. El Gaviero Ediciones, 2005. (enlace roto disponible en Internet Archive; véase el historial, la primera versión y la última).
- El presente desnudo. Cuadro de tiza ediciones, 2011.
- La soledad de las formas. Sol y sombra poesía, 2013.
- Nostalgia de la acción (junto con la artista Marta Azparren), 2016.
- De la supervivencia. Poemas 2006-2016. Marisma, 2018